# Starship Integrated Flight Test 5
Starship Integrated Flight Test 5 (skrót IFT-5) – piąty testowy lot rakiety nośnej Starship, należącej do amerykańskiej firmy SpaceX. W locie tym użyto Boostera 12 oraz Shipa 30. Był to pierwszy raz kiedy rakieta nośna została złapana w powietrzu.
Lot odbył się 13 października, jeden dzień po tym jak Federalna Administracja Lotnictwa wydała pozwolenie na start, który był przekładany od końca sierpnia w rezultacie kilku tygodniowych publicznych sporów między SpaceX a Federalną Administracją Lotnictwa.
Po wystrzeleniu i umieszczeniu drugiego stopnia rakiety Starship na orbicie transsatmosferycznej, pierwszy stopień rakiety, zwany Super Heavy, wykonał manewr powrotu na miejsce startu. Podczas zbliżania się do stanowiska startowego, ramiona wieży startowej, znanej jako „Mechazilla”, zamknęły się wokół Boostera 12, tuż przed wyłączeniem jego silników Raptor.

## Tło

### Usprawnienia techniczne
Podczas spotkania firmowego w kwietniu 2024 roku, dyrektor generalny SpaceX, Elon Musk, krótko omówił cele piątego testu lotu rakiety Starship, stwierdzając, że pierwsze lądowanie Super Heavy na wieży startowej „Mechazilla” może nastąpić w zależności od rezultatu wirtualnego lądowania Boostera 11 podczas czwartego lotu testowego Starshipa. W czerwcu Musk oświadczył, że płytki osłony termicznej w Shipie 30 będą dwukrotnie mocniejsze, a tuż pod nimi znajdzie się nowa ablacyjna warstwa ochronna. Proces usuwania starego systemu ochrony termicznej Shipa, rozpoczął się 11 czerwca 2024 roku. W międzyczasie SpaceX przeprowadziło wiele testów ramion na wieży startowej „Mechazilla” w ramach przygotowań do złapania Super Heavy.

### Testy naziemne przed lotem
W Shipie 30 doszło do kilku zmian konstrukcyjnych, które obejmują nowe odpowietrzniki na zbiorniku ciekłego metanu i zbiorniku ciekłego tlenu. Dodatkowo przeprojektowano dwa układy małych anten radiowych, które zostały przeniesione do wnęki ładunkowej. 
Test statyczny Shipa 30 miał miejsce na początku maja, i był to ostatni test statyczny przeprowadzony na nieistniejącym już Suborbital Pad B, ponieważ wszystkie przyszłe testy statyczne Shipów będą wykonywane w placówce Massey. Booster 12 został przetransportowany na stanowisko startowe 9 lipca 2024 roku. 12 lipca 2024 roku, Booster 12 przeprowadził test spin prime, który był pierwszym testem spin prime, który został przeprowadzony od czasu Boostera 9 w sierpniu 2023 roku. 15 lipca 2024 roku przeprowadzono test statyczny Boostera 12, a 26 lipca 2024 roku przeprowadzono drugi test statyczny Shipa 30. 21 września 2024 roku Ship 30 został połączony z Boosterem 12 na stanowisku startowym, przy czym SpaceX stwierdziło, że Starship oczekuje „na zatwierdzenie przez organy regulacyjne”.

### Spór z FAA i obawy dotyczące środowiska
12 czerwca 2024 roku Federalna Administracja Lotnictwa oświadczyła, że przed rozpoczęciem piątego lotu rakiety Starship nie będzie wymagane dochodzenie w sprawie wypadku. W oczekiwaniu na piąty lot, SpaceX złożyło wniosek o licencję komunikacyjną do Federalnej Komisji Łączności, z datą rozpoczęcia 19 lipca 2024 roku.
We wrześniu 2024 roku SpaceX poinformowało, że Federalna Administracja Lotnictwa przesunęła termin zatwierdzenia licencji z końcówki września na listopad. SpaceX stwierdziło także, że biurokracja uniemożliwia wykonanie następnego lotu Starshipa, a tym samym wywiązania się ze zobowiązań wobec programu Artemis. W oświadczeniu dla dziennikarzy Federalna Administracja Lotnictwa poinformowała, że licencja zezwalająca na czwarty lot testowy rakiety Starship zezwalała również na wielokrotne loty tej samej konfiguracji rakiety przy wykorzystaniu tego samego profilu całej misji. Federalna Administracja Lotnictwa poinformowała także, że SpaceX zdecydowało się zmodyfikować owe warunki licencji, próbując złapać stopień Super Heavy poprzez manewr powrotu na miejsce startu, co wymaga także zmiany lokalizacji uderzenia pierścienia do hot-stage'ingu i zbadania wpływu generowanego gromu dźwiękowego. Opóźnienie zostało oszacowane na 60 dni ze względu na wymagane konsultacje z US Fish & Wildlife Service w sprawie możliwego wpływu gromu dźwiękowego, a także dodatkowe konsultacje z National Marine Fisheries Service w sprawie możliwego wpływu lotu na dziką przyrodę Oceanu Atlantyckiego. Pomimo tego Federalna Administracja Lotnictwa wydała licencję na piąty start rakiety Starship, 12 października 2024 roku nie wydając żadnego wyjaśnienia, które wyjaśniałoby zmianę wcześniejszych oświadczeń agencji.

## Przebieg misji

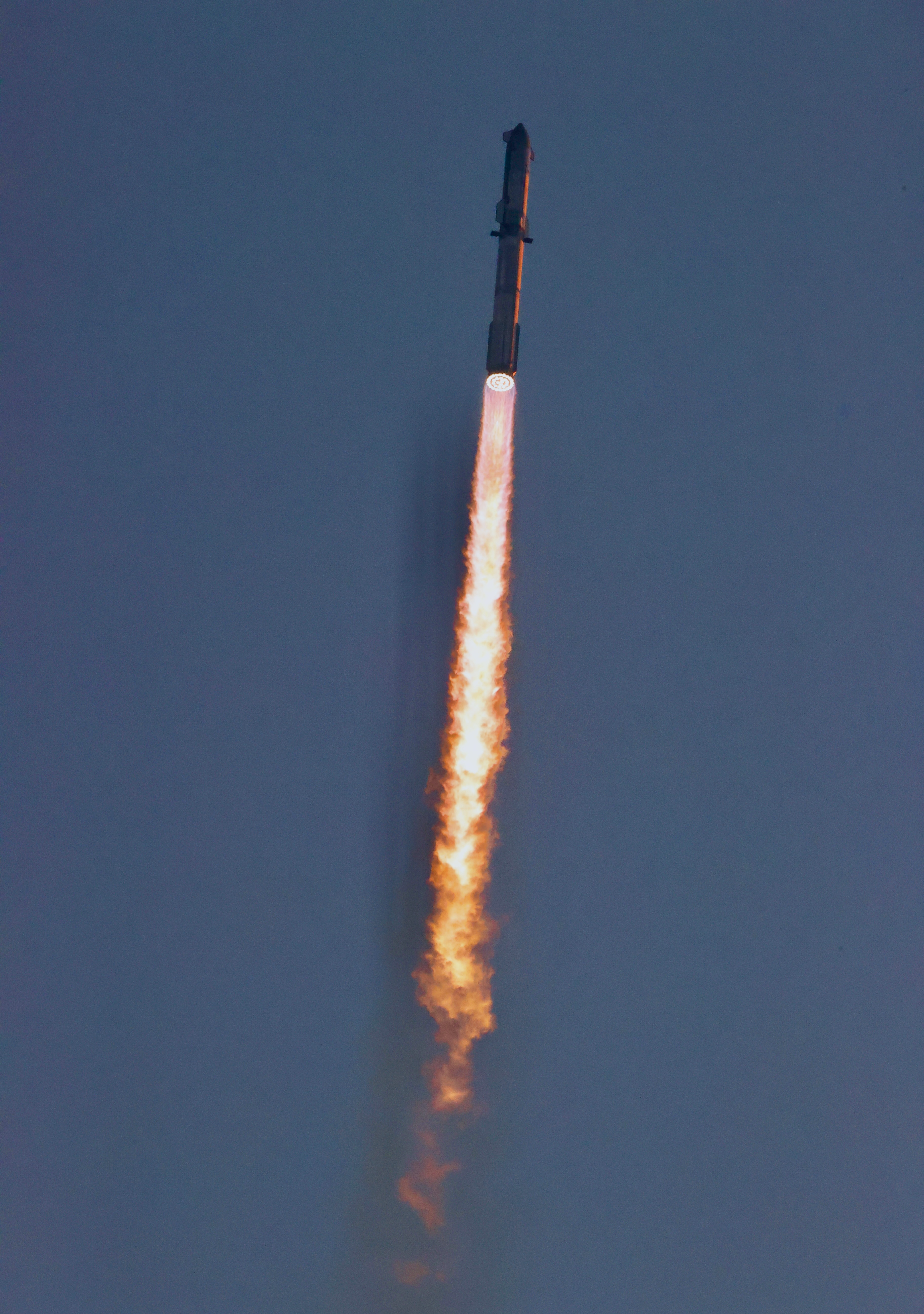
Starship w trakcie misji IFT-5

Profil misji dla piątego lotu Starshipa różnił się od poprzedniego lotu, między innymi tym, że silniki Raptor w Boosterze 12, zostały wyłączone 13 sekund wcześniej z racji na jego powrót na miejsce startu w celu jego złapania przez ramiona wieży startowej nazywanej „Mechazilla”.

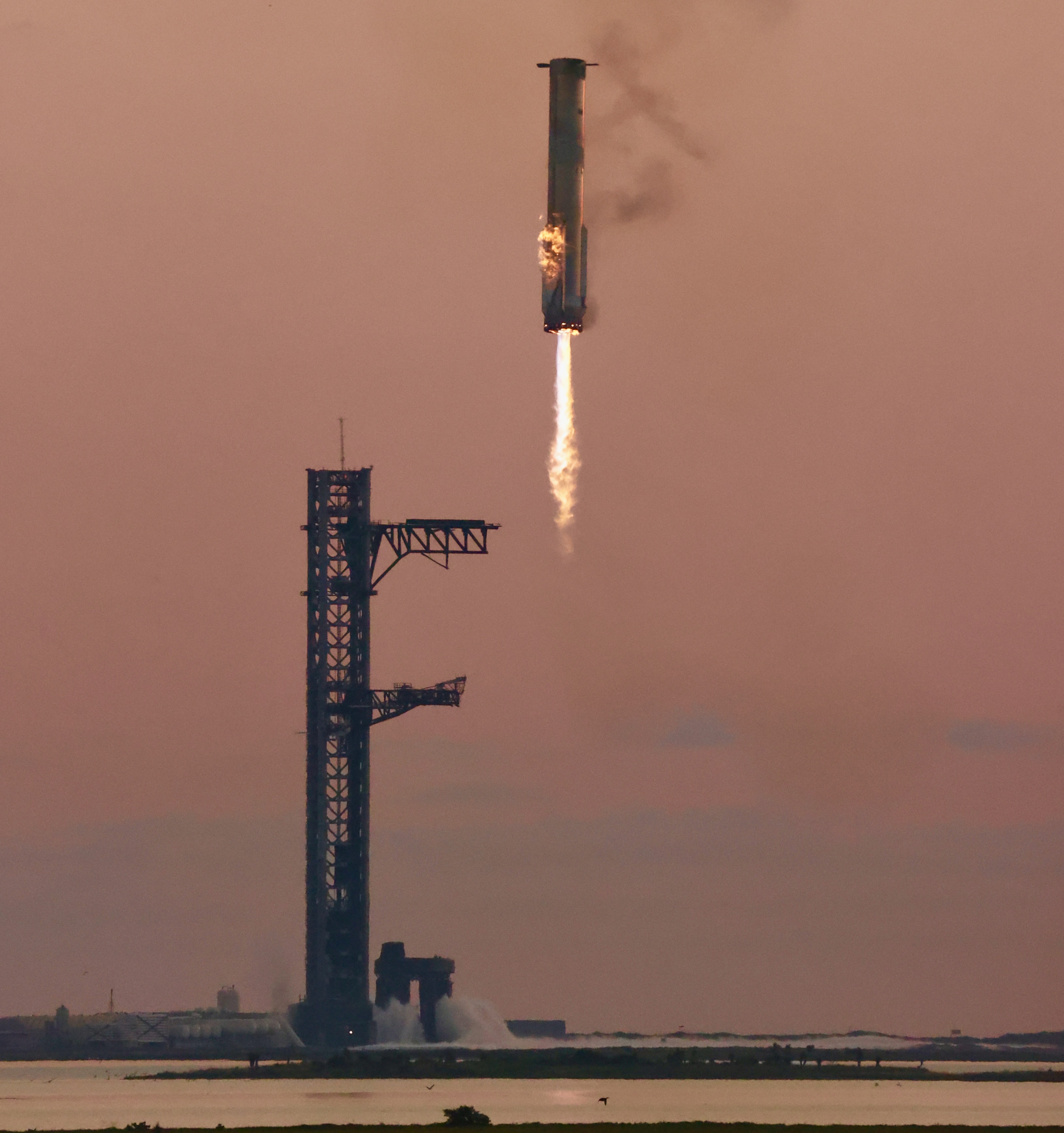
Booster 12 w trakcie manewru jego łapania

Po udanym starcie i wyniesieniu Shipa 30 na wysokość 69 kilometrów, Booster 12 obrócił się i uruchomił silniki Raptor, aby móc powrócić ponownie na miejsce startu. Gdy Booster 12 zbliżył się do stanowiska startowego, ponownie uruchomiono deflektor płomieni znajdujący się pod Orbitalnym Stołem Startowym, aby móc zapobiec jego zniszczeniom, które mogłyby zostać wywołane przez opary silników stopnia Super Heavy. Booster spowolnił po ponownym uruchomieniu silników i wykonał poziomy manewr dzięki któremu ustawił się w jednej linii z ramionami wieży startowej „Mechazilla”, a tuż po wykonaniu manewru, ramiona zamknęły się wokół boostera przed wyłączeniem jego silników.
Górny stopień rakiety Starship; Ship 30 osiągnął apogeum wynoszące 212 kilometrów tuż przed swoim kontrolowanym wodowaniem na wodach Oceanu Indyjskiego. Transmitowane na żywo nagranie wideo wykazało niewielkie uszkodzenie klap Shipa podczas jego ponownego wejścia w atmosferę, jednak mimo to wodował z bardzo dużą dokładnością w pobliżu wcześniej ustawionej boi, która również zarejestrowała moment jego wodowania. Ship 30 po swoim wodowaniu eksplodował około 16 sekund po uderzeniu w wodę, jednak w przeciwieństwie do Boostera 12, Ship 30 nigdy nie miał zostać odzyskany po przeprowadzeniu lotu.
| Czas      | Zdarzenie                                                                    | 13 października 2024 roku |
| --------- | ---------------------------------------------------------------------------- | ------------------------- |
| −01:15:00 | Dyrektor lotu przeprowadza ankietę i weryfikuje gotowość do załadunku paliwa | Sukces                    |
| −00:49:50 | Rozpoczęcie tankowania zbiorników paliwa (ciekłego metanu) do Shipa          | Sukces                    |
| −00:48:40 | Rozpoczęcie tankowania zbiorników utleniacza (ciekłego tlenu) do Shipa       | Sukces                    |
| −00:40:40 | Rozpoczęcie tankowania zbiorników paliwa (ciekłego metanu) do Boostera       | Sukces                    |
| −00:34:03 | Rozpoczęcie tankowania zbiorników utleniacza (ciekłego tlenu) do Boostera    | Sukces                    |
| −00:19:40 | Chłodzenie silników w Shipie i Boosterze                                     | Sukces                    |
| −00:03:20 | Zakończenie tankowania zbiorników Shipa                                      | Sukces                    |
| −00:02:50 | Zakończenie tankowania zbiorników Boostera                                   | Sukces                    |
| −00:00:30 | Dyrektor lotu weryfikuje gotowość do startu                                  | Sukces                    |
| −00:00:10 | Uruchomienie deflektora płomieni                                             | Sukces                    |
| −00:00:03 | Zapłon 33 silników Boostera                                                  | Sukces                    |
| +00:00:02 | Odlot                                                                        | Sukces                    |
| +00:01:02 | Max Q (punkt maksymalnego ciśnienia aerodynamicznego)                        | Sukces                    |
| +00:01:02 | Wyłączenie 30 z 33 silników pierwszego stopnia                               | Sukces                    |
| +00:02:40 | Zapłon silników Shipa i separacja stopni (hot-staging)                       | Sukces                    |
| +00:02:45 | Uruchomienie 13 silników Boostera i rozpoczęcie manewru boostback            | Sukces                    |
| +00:03:41 | Koniec manewru boostback, wyłączenie silników w Boosterze                    | Sukces                    |
| +00:03:43 | Odrzucenie pierścienia separacyjnego                                         | Sukces                    |
| +00:06:08 | Booster osiąga prędkość dźwięku                                              | Sukces                    |
| +00:06:30 | Zapłon silników Boostera w celu wytracenia prędkości                         | Sukces                    |
| +00:06:54 | Złapanie Boostera i wyłączenie wszystkich silników Boostera                  | Sukces                    |
| +00:08:27 | Wyłączenie silników Shipa                                                    | Sukces                    |
| +00:48:03 | Ship rozpoczyna wejście w atmosferę                                          | Sukces                    |
| +01:00:50 | Max Q podczas opadania Shipa                                                 | Sukces                    |
| +01:02:34 | Ship osiąga prędkość dźwięku                                                 | Sukces                    |
| +01:03:43 | Ship osiąga prędkość poddźwiękową                                            | Sukces                    |
| +01:05:15 | Obrót klap Shipa w celu jego pionizacji                                      | Sukces                    |
| +01:05:20 | Zapłon silników Shipa w celu wytracenia prędkości                            | Sukces                    |
| +01:05:40 | Wodowanie Shipa na wodach Oceanu Indyjskiego                                 | Sukces                    |

## Reakcje
Administrator NASA Bill Nelson pogratulował SpaceX udanego złapania Boostera 12 i udanego przeprowadzenia piątego lotu Starshipa. Były kanadyjski astronauta Chris Hadfield stwierdził, że lot był ogromnym krokiem naprzód w zakresie ludzkich możliwości eksploracji kosmosu.
Blue Origin, Stoke Space i Rocket Factory Augsburg również pogratulowali SpaceX „niesamowitego wyczynu inżynieryjnego”, przy czym Rocket Factory Augsburg zauważyło, że w obecnym tempie europejski przemysł kosmiczny „nie ma szans” na dogonienie SpaceX. André Loesekrug-Pietri, prezes Joint European Disruptive Initiative, wydał podobne oświadczenie, nazywając lot „ogromnym policzkiem dla Europejczyków, którzy odchodzą do historii”.